# JudasVille
JudasVille est un groupe néerlandais de rock, originaire d'Eindhoven. Les membres viennent d'horizons musicaux relativement divers. Leur premier et unique album, Welcome to Judasville, est sorti en 2004. Le groupe ne donne plus signe d'activité depuis 2007.

## Histoire
Selon le groupe lui-même, les quatre membres se sont rencontrés en juillet 2003 dans un pub d'Eindhoven, où Berry et Sander van Baalen discutaient ensemble. Ils ont aperçu Sélim, qui s'énervait contre le DJ qui avait coupé une chanson des Misfits. Lorsque Sélim s'est vu offrir une bière et que les trois ont commencé à parler de leurs origines musicales, le déclic s'est produit au moment où Jaap a demandé de passer le disque JudasVille de Hank Williams. Quelques mois plus tard, après seulement quelques séances de répétition, le groupe se produit dans des pubs et des salles locales. Le deuxième concert a lieu au Café Altstadt à Eindhoven, un pub bien connu des habitants d'Eindhoven qui aiment le rock alternatif. D'une certaine manière, il s'agissait d'un endroit important pour un groupe débutant d'Eindhoven. Le groupe se fait remarquer de manière positive, les concerts se transforment en une performance live, puis d'autres concerts suivent, et la chanson Excuse Me apparaît sur la compilation Greetings from Eindhoven Rockcity !
En janvier et avril 2004, le groupe enregistre une douzaine d'autres chansons, à leurs frais. Après quelques recherches, ils signent au label I Scream Records, qui sort leur premier album Welcome to JudasVille en octobre 2004. L'album est généralement bien accueilli par la presse spécialisée,,,,, et avant la sortie de JudasVille, ils jouent dans toutes sortes de festivals, tournant en Allemagne, en France, et même au Japon.
Le 21 août 2005, le groupe annonce via son site web le départ de Jaap Slijk du groupe, remplacé par Sander Betz. Toujours en 2005, ils jouent en première partie de Golden Earring. le groupe ne montre plus signe d'activité, leur dernière activité renseignée étant un concert au JC Eucalypta de Winterswijk le 20 janvier 2007.
Sélim Lemouchi décède le 5 mars 2014.

## Projets parallèles
Berry et Sander van Baalen sont connus pour avoir joué dans les groupes The Lovesteaks et The Spades, basés à Eindhoven, qui jouaient du rockabilly et du speed-rock. Sander Betz était actif dans le groupe de stoner Red King Rising, qui s'est ensuite orienté vers une direction plus heavy metal. Sélim a également joué dans Red King Rising et était connu pour des projets de black metal et des groupes de punk hardcore comme Urban Conflict et Maypole. Sander van Baalen a joué dans le groupe de punk hardcore Violation of Trust. Jaap est bien connu de la scène rockabilly et jump blues et a joué dans des groupes tels que Junior Marvel et BugabooTang. Cette diversité se reflète dans les concerts de JudasVille, où ils jouent des reprises de Johnny Cash et des Misfits en plus de leur propre travail.

## Discographie
- 2004 : Welcome to Judasville  (I Scream Records)